# 太田資政 (官僚)
太田 資政（おおた すけまさ、1835年5月15日（天保6年4月18日） - 1895年（明治28年）4月11日）は、幕末の通訳（長崎の唐通事）、外交官、武士（幕臣）。明治時代の官僚。通称は源三郎、諱は資政、号は耕煙。

## 生涯
肥前国（現在の長崎県）長崎で、代々唐通事の太田家に生まれる。その祖は徳川氏で、南洋各国を周遊していたが、長崎に落ち着いたという。いつからか太田氏を名乗る。幼少にして中国語を学び、通詞となる。安政6年（1859年）の横浜開港時に横浜に派遣され、30俵格の御家人となり通訳に従事した。万延元年（1860年）、新設された神奈川奉行所の役人として、唐通詞ほか2名、オランダ通詞6名とともに支配翻訳方となる。英学所も設置され、その教授も兼務した。開港地の商人たちは片言の英語やフランス語を駆使したため、取引には何の支障もなかったという。文久元年（1861年）から2年（1862年）にかけて遣欧使節の竹内保徳に随行してヨーロッパに渡り、通訳を務めた。
明治維新後、徳川家に従い、静岡藩士となり、静岡に移住。のちに福井藩主の招きにより、藩校明新館で藩士子弟たちに英語を教えた。後に海軍中将となる東郷正路の弟の東郷六郎の才覚に惚れ込み、娘の節子と結婚させた。1872年、東京府六等出仕となり、外国交渉のために工部省鉄道局権頭に任じられ、従五位に叙せられた。日本の鉄道開通に貢献した。同じ長崎通詞出身の吉井亨は鉱山局権頭で、長崎出身者が政府の外交関係者を独占した。1874年、大久保利通が清国に交渉する際、共に渡り、その功を賞賛された。その後官を辞して、家は養子六郎に継がせ、隠居した。実子の資敏がいたが、1891年9月10日に幼くして没している。明治28年4月11日没。享年61歳。戒名は賢徳院殿資道順政大居士。墓所は青山霊園。
妻は遊子は1910年1月21日没。六郎は工部大学校を卒業し、工学士となり、実弟の中野欽九郎とともに鉄道工事請負業を1889年より始め、旧信越本線の碓氷線などを建設した。六郎の跡は長男の資邁が家を継いだ。